# Numb/Encore
"Numb/Encore" is een met een Grammy Award bekroonde single van rapper Jay-Z en rockgroep Linkin Park. Het nummer staat op het mash-up-album Collision Course uit 2004. Op 9 november dat jaar werd het nummer eerst op single uitgebracht in Europa, Australië en Nieuw-Zeeland. Op 13 december volgden de VS en Canada.

## Numb/Encore
De single en het album kwamen beide eind november 2004 uit. Het nummer is een combinatie van de eerste twee coupletten en het refrein van Jay-Z's "Encore" (afkomstig van The Black Album uit 2003) en het eerste couplet met het laatste refrein van "Numb" (afkomstig van Meteora uit 2003). Verder werd er voor het nummer een beat gemaakt (dus geen beat die oorspronkelijk van "Numb" of "Encore" kwam) die op de single als "Bonus Beat" is getiteld.
In het Verenigd Koninkrijk brak de single een record in de UK Singles Chart door de langst durende single te zijn in de Top 20 zonder de Top 10 binnen te komen. De video van de mash-up was in juli 2005 genomineerd voor de MTV Video Music Awards Viewer's Choice-prijs. "Numb/Encore" won in 2006 op de Grammy's de prijs voor "Best Rap/Sung Collaboration". Tijdens de show traden beide artiesten op, met als verrassing een optreden van Paul McCartney. Hij zong met Chester Bennington een duet naar het liedje "Yesterday", het Beatles-liedje dat door McCartney zelf is geschreven. Het "Numb"-gedeelte werd weggelaten en vervangen door "Yesterday".
De single behaalde de nummer 1-positie in Ierland, Noorwegen en de Eurochart Hot 100.
In Nederland was de single in week 50 van 2004 Megahit op 3FM en in week 51 van 2004 Alarmschijf op Radio 538 en werd hij een radiohit. De single bereikte de 5e positie in de Nederlandse Top 40 op Radio 538 en de 9e positie in de publieke hitlijst, de Mega Top 50 op 3FM.
In België bereikte de single de 19e positie in de Vlaamse Ultratop 50 en de 17e positie in de Waalse Ultratop 50. In de Vlaamse Radio 2 Top 30 werd géén notering behaald.
Sinds de editie van december 2015 staat de single onafgebroken genoteerd in de jaarlijkse NPO Radio 2 Top 2000 van de Nederlandse publieke radiozender NPO Radio 2, met als hoogste notering een 405e positie in 2017.

## Tracklijst

### Cd-single
1. "Numb/Encore" (Explicit)
2. "Numb/Encore" (Instrumental)

### 7"-, 12"-vinylsingle
A-kant
1. "Numb/Encore" (Expliciet)
2. "Numb/Encore" (Radio Edit)
3. "Numb/Encore" (Instrumental)

B-kant
1. "Numb/Encore" (A Capella Explicit)
2. "Numb/Encore" (A Capella Radio Edit)
3. "Bonus Beat"

### iTunes-release
1. "Numb/Encore" (Expliciet)
2. "Numb/Encore" (Radio Edit)
3. "Numb/Encore" (Instrumental)
4. "Numb/Encore" (A Capella Expliciet)
5. "Numb/Encore" (A Capella Radio Edit)
6. "Bonus Beat"

## NPO Radio 2 Top 2000
| Nummer met noteringen in de NPO Radio 2 Top 2000 | '15 | '16 | '17 | '18 | '19 | '20 | '21 | '22 | '23 | '24 |
| ------------------------------------------------ | --- | --- | --- | --- | --- | --- | --- | --- | --- | --- |
| Numb/Encore                                      | 631 | 772 | 405 | 497 | 590 | 620 | 580 | 586 | 611 | 492 |

1. ↑  Een vetgedrukt getal geeft de hoogste notering aan.
2. ↑  2015 was het eerste jaar met een notering voor dit nummer.

## Trivia
- Een populaire undergroundremix van "Numb/Encore" werd uitgebracht door Dr. Dre met daarop Eminem en 50 Cent op zijn mixtape "Look Out for Detox" en de mixtape "Dretox".
- "Numb/Encore" is de leadsong van de trailer van de film Miami Vice.

Emily Armstrong · Chester Bennington · Rob Bourdon · Colin Brittain · Brad Delson 
Dave Farrell · Joe Hahn · Scott Koziol · Mike Shinoda · Mark Wakefield